# Philoponella pantherina
Philoponella pantherina es una especie de araña araneomorfa del género Philoponella, familia Uloboridae. Fue descrita científicamente por Keyserling en 1890.
Habita en Australia (Nueva Gales del Sur).